# Kalākaua Avenue

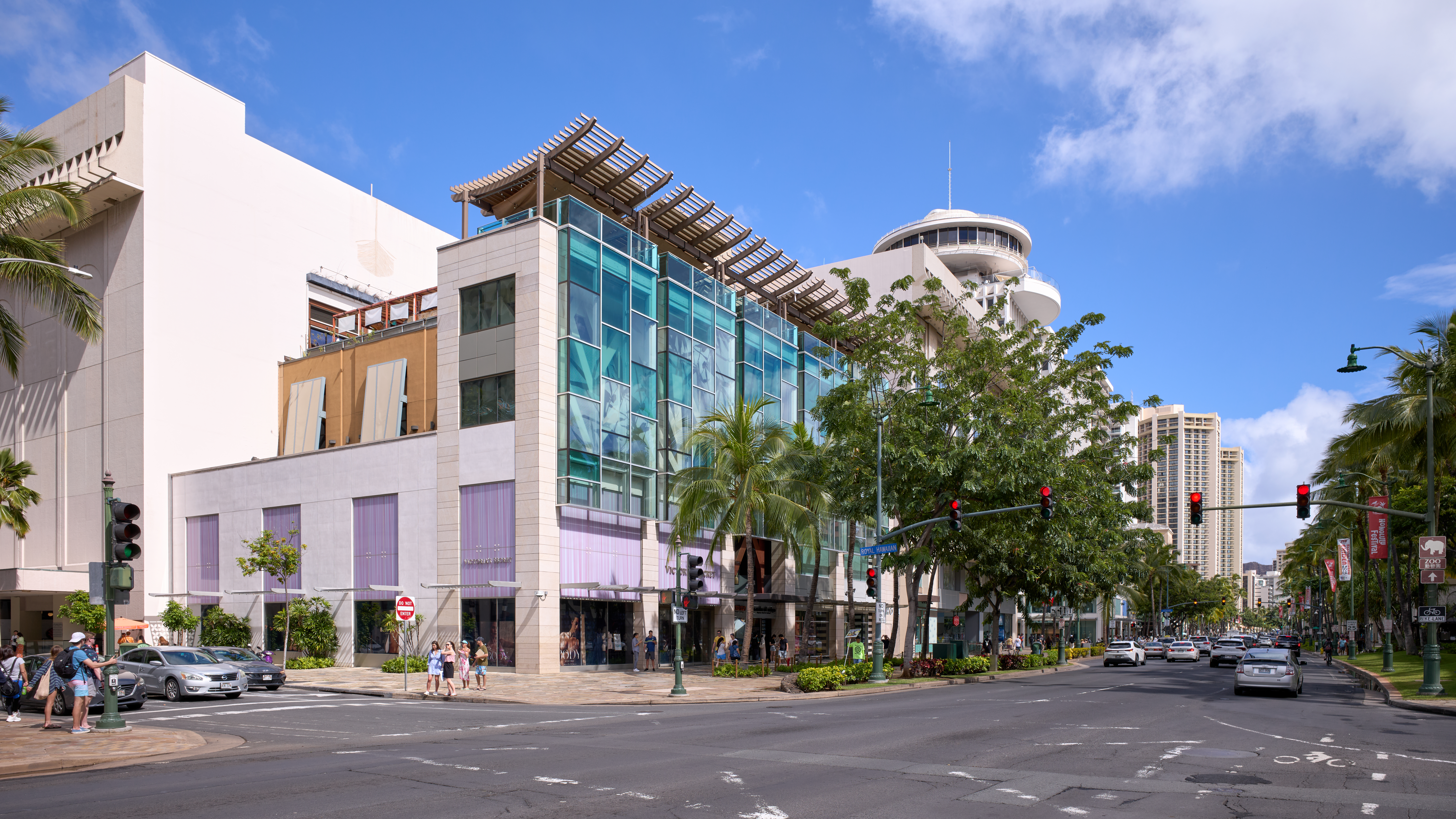
Kalākaua Avenue in Waikīkī, 2024

Die Kalākaua Avenue ist eine Straße in Honolulu im US-Bundesstaat Hawaii. Sie führt durch das Touristenzentrum Waikīkī und gehört zu den prosperierendsten Straßen der Vereinigten Staaten. Sie präsentiert eine architektonische Fusion hawaiischer, gotischer, asiatischer, spanischer und maurischer Baustile.

## Verlauf
Die 4,4 km lange Verkehrsader beginnt nahe Diamond Head am Kapiolani Park, dem ältesten öffentlichen Park von Hawaii, führt vorbei am Honolulu Zoo, entlang der Strände von Waikīkī und durch das Geschäftsviertel, überquert den Ala Wai Canal in den Stadtteil McCully und endet kurz vor der Interstate H-1 an der South Beretania Street. An der Kalākaua Avenue befinden sich einige der größten und bekanntesten Hotels von Honolulu wie The Royal Hawaiian Hotel, Hyatt Regency oder Sheraton Waikīkī, zahlreiche Restaurants und Luxusgeschäfte internationaler Modemarken sowie mehrere Einkaufszentren.

## Geschichte

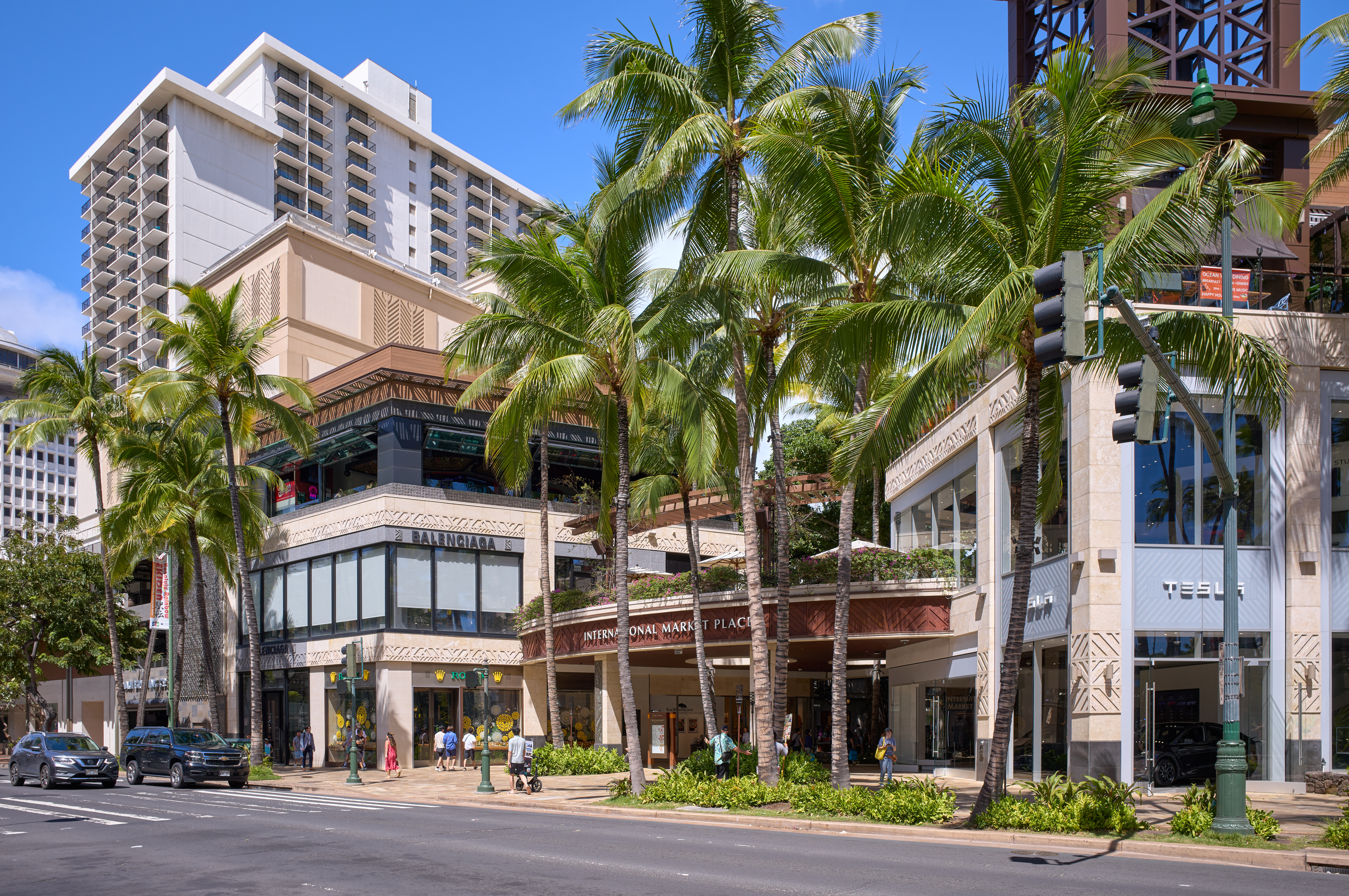
Geschäfte in der Kalākaua Avenue

Die Straße ist bereits seit dem 19. Jahrhundert der Hauptzufahrtsweg nach Waikīkī. Sie hieß zunächst Waikiki Road und wurde 1905 nach König Kalākaua benannt, dem letzten männlichen Monarchen des Königreichs Hawaiʻi. Die herausragende Bedeutung der Kalākaua Avenue entwickelte sich erst nach dem Bau des Ala Wai Kanals 1928, durch den die Feuchtgebiete von Waikīkī trockengelegt und das Land entwickelt werden konnte. Der anschließende Bauboom mit Hochhäusern kulminierte Ende der 1960er Anfang der 1970er Jahre, als sich dort große Hotelketten niederließen. Im Jahr 1974 erließ die Honolulu City and County neue Baubestimmungen, die die Bauhöhe und -verdichtung einschränken sollten. Von 1994 bis 2004 investierte die Stadt 100 Millionen US-Dollar für die Landschaftsgestaltung, den Bau neuer Bürgersteige, Fußwege, Plätze, historische Straßenlaternen und Sitzbänke.

## Öffentlicher Personennahverkehr

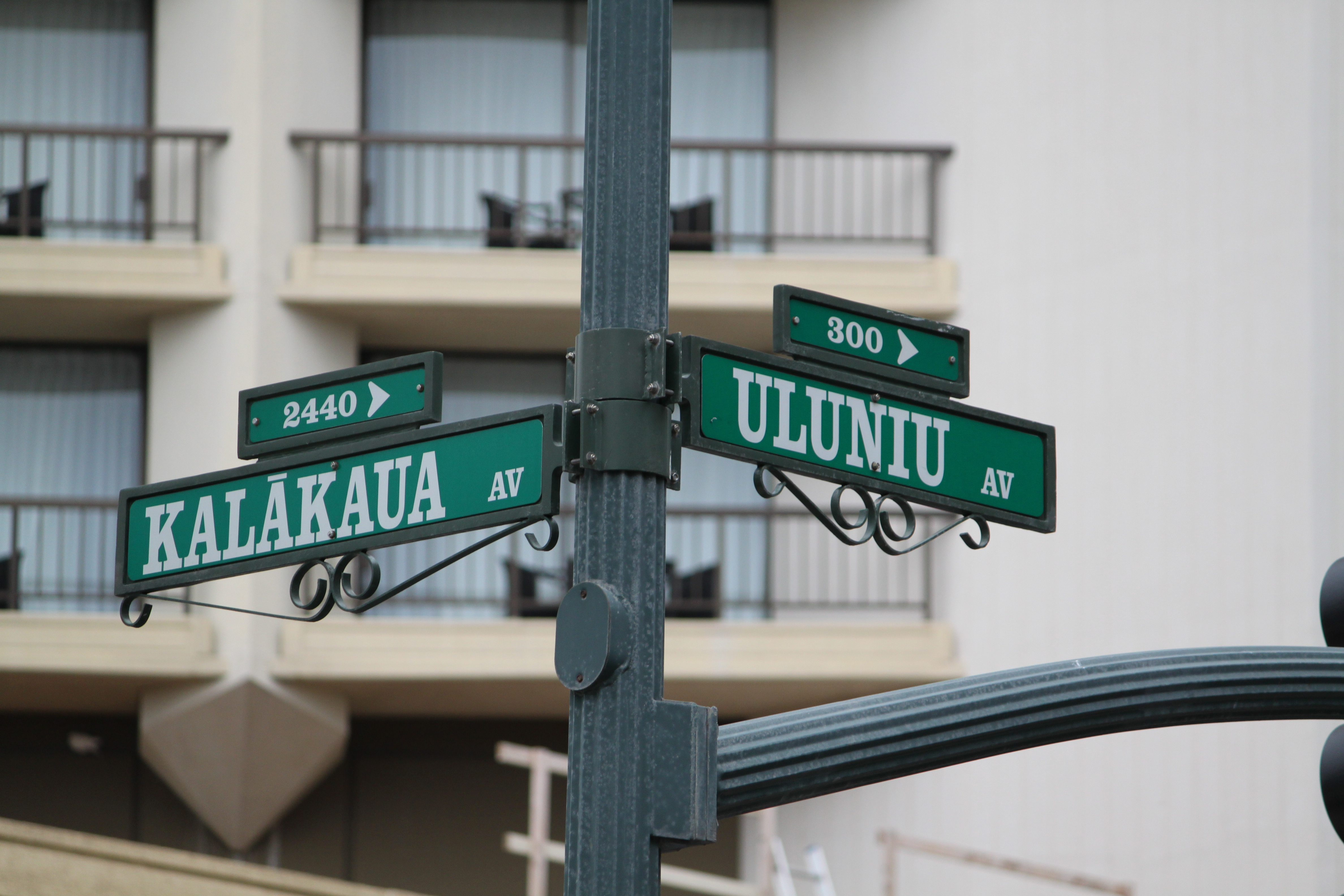
Straßenschild: Kalākaua Av

Der öffentliche Personentransport auf dieser Straße wurde ab 1868 mit Kutschen durchgeführt, die 1888 durch eine pferdebetriebene und 1903 eine elektrische Straßenbahn ersetzt wurden. Ihr Betrieb wurde 1941 eingestellt und durch Buslinien ersetzt. Kalākaua Avenue wird durch TheBus des Honolulu Rapid Transit Systems mit 21 Haltestellen bedient.

## Besucher
Nach Angaben der Hawaii Tourism Authority (Tourismusbehörde von Hawaii) ist die Kalākaua Avenue der meistbesuchte Ort im Bundesstaat Hawaii (Stand 2022). Zur Ermittlung wurden die Geolokalisierungsdaten von Smartphones herangezogen. Die Besucherzahl setzt sich zu 56 % aus Einwohnern und zu 44 % aus Touristen zusammen.